# محل عبور حیات وحش

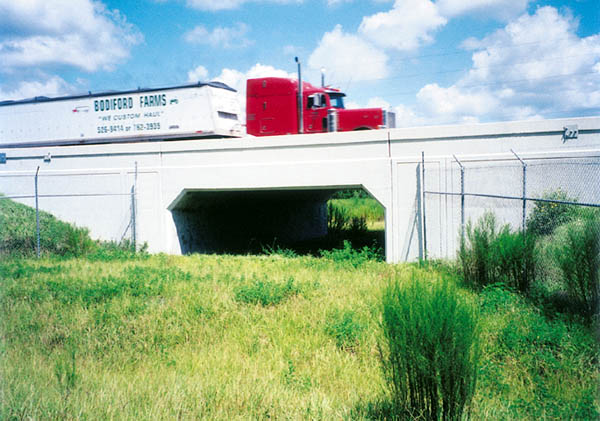
نمونه‌ای از گذرگاه جانوران که در زیر یک جاده ساخته شده‌است.

محل عبور حیات وحش (به انگلیسی: Wildlife crossing) یا دالان حیات وحش (Wildlife tunnel) سازه‌هایی هستند که اجازه می‌دهد که جانوران از راه‌ها، مکان‌ها و محدوده‌های ساخته شده توسط انسان‌ها به راحتی عبور کنند. معمولاً گذرگاه جانوران در تقاطع با یک جاده یا خط راه‌آهن اتفاق می‌افتد و ممکن است به صورت زیرگذر تونل یا روگذر باشد. زیرگذر برای دوزیستان، ماهیان و جانوران کوچک مناسب است و روگذر معمولاً برای گله‌های جانوران بزرگ.
گذرگاه حیات وحش موجب حفاظت از زیستگاه جانوران می‌شود و از تقسیم شدن و پراکنده شدن زیستگاه‌های جانوران ممانعت می‌کند. گذرگاه حیات وحش همچنین از تصادف جانوران با وسایل نقلیه و نیز از آسیب زدن به زمین‌های کشاورزی و املاک جلوگیری می‌کند.
سازه‌های مشابه می‌توانند برای عبور جانوران اهلی هم توسط دامداران و گله داران ساخته و استفاده شوند.

## جاده‌ها و گسستگی زیستگاه

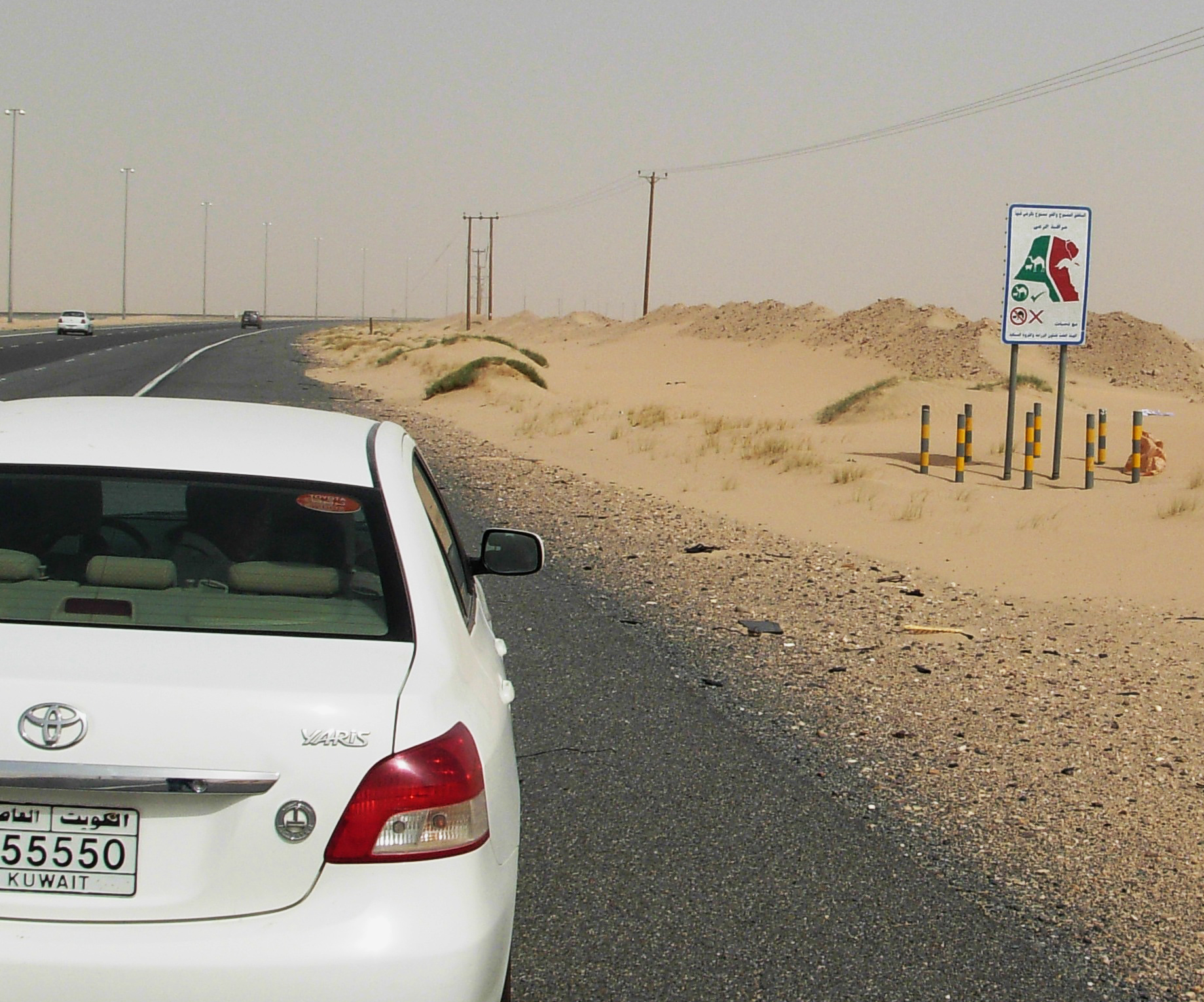
معبر شتر در کویت.

تکه‌تکه شدن زیستگاه هنگامی روی می‌دهد که سازه‌ها و موانعی از قبیل جادجاده، راه‌آهن، کانالهای آب، خطوط برق و خطوط لوله موجب تقسیم شدن زیستگاه جانوران و حیات وحش شوند (Primack 2006). از راه‌ها نقش مهمتری در این تخریب دارند (Spellerberg 1998). در ایالات متحده، راه‌های این کشور دست کم یک پنجم از زیستگاه‌های کشور را تحت تأثیر قرار داده‌اند (Forman 2000).
اثرات جاده‌ها بر حیات وحش:
- (۱) کاهش زیستگاه و مقدار و کیفیت آن
- (۲) افزایش تصادف جانوران با خودروها و مرگ و میر وحوش
- (۳) جلوگیری از دسترسی به منابع در طرف دیگر جاده و
- (۴) تقسیم شدن حیات وحش به جمعیت‌های کوچک، پراکنده و آسیب‌پذیر.